# چینیک
چینیک (به لاتین: Trzynik) یک روستای لهستان در لهستان است که در Gmina Siemyśl واقع شده‌است.